# Trieste (2019)
Trieste (numer burtowy L 9890) – włoski lekki lotniskowiec wielozadaniowy, w służbie od 2024. Okręt włoskiej marynarki wojennej (Marina Militare).

## Historia
Ministerstwo Obrony Włoch zamówiło okręt 3 lipca 2015 w ramach ogłoszonego dwa miesiące wcześniej nowego planu modernizacji technicznej sił morskich. Stępkę położono 20 lutego 2018. Kadłub otrzymał nr C 6260. Łączny koszt budowy zamknął się w kwocie 1,1 mld EUR (wówczas 5,03 mld zł). Matką chrzestną okrętu została prawniczka i Pierwsza Dama Włoch Laura Mattarella, która jest córką prezydenta Sergio Mattarella (gdyż ten jest wdowcem). Okręt przyjęto do służby 7 grudnia 2024.

## Charakterystyka taktyczno-techniczna
Jednostka ma długość 245 metrów długości i osiąga maksymalną prędkość 25 węzłów. Jest wyposażona w połączony układ napędowy diesel/elektryczny i turbiny gazowe (CODLAG).
Pokład lotniczy wyposażony w rampę startową ma długość 230 m i szerokość 36 m, z łącznie dziewięcioma miejscami dla samolotów. Jest on wyposażony w dwie windy samolotowe o wymiarach 15 na 15 m i maksymalnym udźwigu 42 ton, które połączone są z hangarem samolotowym o powierzchni 2600 m².
Posiada w części rufowej zalewany basen służący do wypuszczania i przyjmowania jednostek desantowych o ładowności do 60 ton (cztery barki desantowe typu LCM-1E lub jednego poduszkowca LCAC. 
Zasilanie w energię elektryczną (także podawanie na zewnątrz) zabezpieczają dwa silniki wysokoprężne MAN 20V32/44CR o mocy 32 000 KM każdy i cztery generatory wysokoprężne MAN 9L32/44CR o mocy 28 110 KM.
Uzbrojenie lotniskowca składa się z systemu Sylver vertical launching system A50 VLS dla 16 rakiet przeciwlotniczych Aster 15/30 lub 32 rakiet przeciwlotniczych CAMM-ER i trzech armat OTO Melara 76 mm; oprócz tego ma trzy wyrzutnie OTO Melara 25/80 RCWS with Oerlikon KBA 25 mm i dwie wyrzutnie Oto Melara ODLS-20.

## Zadania
„Trieste” jest lekkim lotniskowcem wielozadaniowym, zdolnym do prowadzenia działań w ramach zespołów wojsk NATO i w misjach międzynarodowych. Jego uzbrojenie i wyposażenie pozwala na wykorzystanie go jako okręt dowodzenia, ochrony przeciwlotniczej i przeciwpodwodnej, wsparcia dla operacji desantowych oraz jako wsparcie dla akcji humanitarnych w misjach pokojowych i podczas klęsk żywiołowych.
Głównym zadaniem „Trieste” jest transport żołnierzy, pojazdów i ładunków różnego typu w rejon dyslokacji sił morskich i wsparcie operacji desantowych lub humanitarnych z użyciem lotnictwa. W profilu wojskowym zapewnia transport i desantowanie oddziałów wraz ze sprzętem. W profilu humanitarnym istnieje możliwość przekształcenia go w statek szpitalny. W konfiguracji bojowej będzie wyposażony w salę operacyjną, radiologiczną i analityczną, gabinet dentystyczny oraz pomieszczenia szpitalne dla 28 chorych na 770 m². W przypadku misji humanitarnych okręt będzie zdolny do ewakuacji ludności z zagrożonych terenów drogą morską, dostarczania wody pitnej (poprzez stacje odsalania i magazynowania) i energii elektrycznej o mocy wyjściowej 2000 kW i jej dystrybucji za pomocą kontenerowych transformatorów. Okręt będzie stanowić także wysuniętą bazę operacyjną dla śmigłowców ratunkowych.